# Liste der Wappen in der Provinz Piacenza
Die Liste der Wappen in der Provinz Piacenza beinhaltet alle in der Wikipedia gelisteten Wappen der Provinz Piacenza in der Region Emilia-Romagna in Italien. In dieser Liste werden die Wappen mit dem Gemeindelink angezeigt.

## Wappen der Provinz Piacenza

Provinz Piacenza
Lage der Provinz in Italien
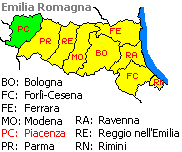
Lage der Provinz in der Region

## Wappen der Gemeinden der Provinz Piacenza

Agazzano
Alseno
Alta Val Tidone
Besenzone
Bettola
Bobbio
Borgonovo Val Tidone
Cadeo
Calendasco
Caorso
Carpaneto Piacentino
Castel San Giovanni
Castell’Arquato
Castelvetro Piacentino
Cerignale
Coli
Corte Brugnatella
Cortemaggiore
Farini
Ferriere
Fiorenzuola d’Arda
Gazzola
Gossolengo
Gragnano Trebbiense
Gropparello
Lugagnano Val d’Arda
Monticelli d’Ongina
Morfasso
Ottone
Piacenza
Pianello Val Tidone
Piozzano
Podenzano
Ponte dell’Olio
Pontenure
Rivergaro
Rottofreno
San Giorgio Piacentino
San Pietro in Cerro
Sarmato
Travo
Vernasca
Vigolzone
Villanova sull’Arda
Zerba
Ziano Piacentino